# Trono d'oro di Tutankhamon
Il trono d'oro di Tutankhamon è uno dei più importanti oggetti fra gli oltre 5000 reperti rinvenuti nella tomba del faraone Tutankhamon. Realizzato nel 1330 a.C., è oggi conservato presso il Museo egizio del Cairo. 
La profonda e solida connessione che in quest'opera esiste fra la ricercatezza dei messaggi simbolici e la loro stessa perfezione dal punto di vista artistico, attesta la presenza, dal XIV secolo a.C., di botteghe specializzate che, con i mezzi che la tradizione metteva a loro disposizione, riuscivano a creare opere di elevatissima qualità.

## Descrizione

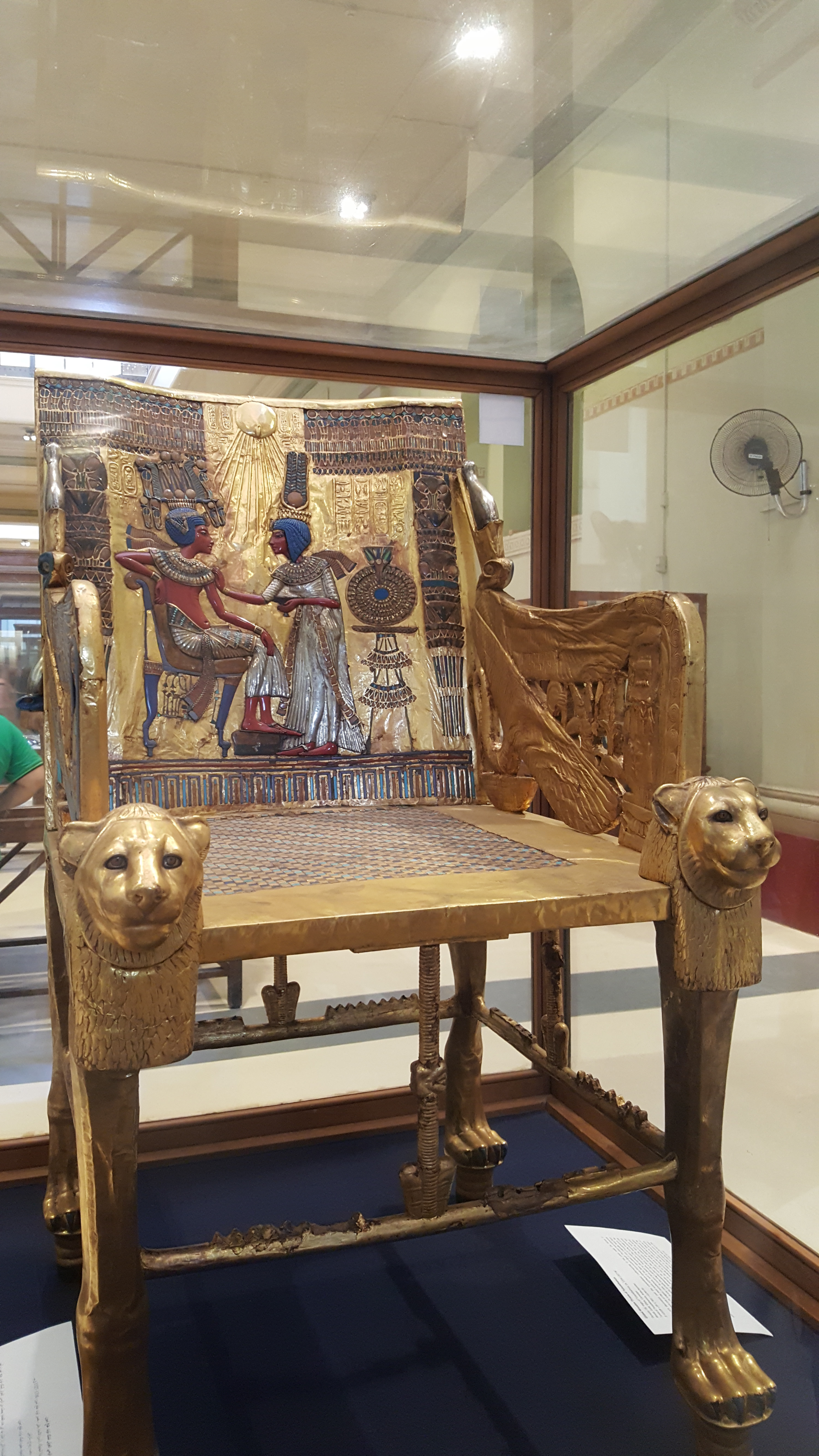
Il trono in esposizione

Si tratta di un trono da parata ligneo, accuratamente intagliato e rivestito di lamine dorata e argentea, entrambe sbalzate. L'elevato valore tecnico-artistico di questo oggetto, già prezioso come solo prodotto d'arte orafa, è alimentato dagli inserti di pietre dure e smalti colorati, questi ultimi prodotti con pasta vitrea fusa a caldo, le cui colorazioni vennero determinate dall'aggiunta di ossidi metallici.
Si può dire che questo dorato seggio di legno è un emblema della potenza faraonica, mostrando gli attributi e le virtù dei sovrani egizi, anche se, con grande probabilità, Tutankhamon non vi si accomodò mai.

### Schienale
L'elemento che più si distingue è il vistoso schienale, in cui vediamo il giovanissimo faraone, seduto verso sinistra, mentre si fa ungere il corpo dalla consorte Ankhesenamon che mantiene nella mano sinistra un recipiente, in un intaglio che mostra una privata scena coniugale che vuole alludere, di proposito, all'intimità dei rapporti famigliari.
Questo specifico riferimento fa comprendere che nonostante Tutankhamon avesse annullato l'operato religioso del suocero, l'arte amarniana, nata, appunto, grazie alla riforma enoteistica di Akhenaton, ancora esercitava influenza. La scena dello schienale è stata infatti concepita e realizzata con un grande realismo, nelle naturali posture e nella forma allungata dei crani dei due sposi. È in linea, quindi, con la suddetta rivoluzione artistico-religiosa, che si faceva portatrice di una spudorata ricerca della verità, anche laddove i soggetti da rappresentare avevano parti dalle deformi fattezze.

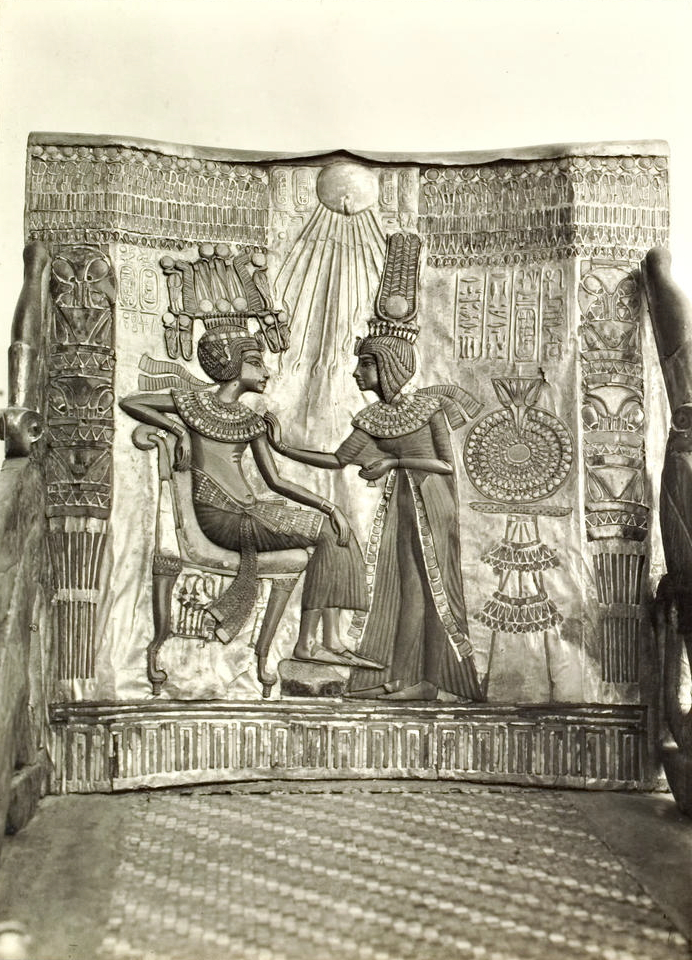
Lo schienale fotografato nel 1923 da Harry Burton

Risentono della riforma artistica amarniana anche i simboli presenti. Non a caso vediamo, sopra le teste di Tutankhamon e della moglie, il disco solare che rappresenta il dio Aton, i cui raggi terminano con una mano ciascuno, simboleggiando l'azione che il dio compie nel donare al popolo egizio la famiglia faraonica e, con essa, la civiltà. In corrispondenza dei nasi degli sposi vediamo due ankh, ovvero i simboli egizi della vita, offerti dal disco.
Le carnagioni dei due protagonisti vennero realizzate usando uno smalto rosso-bruno, mentre i luminosi copricapi blu furono dati dall'uso della faïence, ovvero ceramica smaltata, altrimenti detta maiolica. Vennero realizzati con smalti corniola rosso-aranciata, verde malachite e brillante turchese le decorazioni dei collari, mentre per i contorni degli occhi fu impiegato lo smalto nero.
La lamina argentea sbalzata, citata in precedenza, riguarda proprio le vesti cerimoniali del faraone e della regina, anche se in alcune parti fu incisa per dare un migliore effetto del panneggio e delle orlature. Il fatto che fu impiegato l'argento per i dettagli delle vesti aiuta a comprendere la preziosità di questo trono. Infatti, nell'antico Egitto, era molto più raro dell'oro e di disponibilità davvero scarsa.

### Dettagli simbolici
Altri importanti simboli del potere del monarca sono leggibili nelle ali spiegate dell'avvoltoio e nello scarabeo sormontato dal disco solare, che costituiscono le decorazioni dei braccioli e rispettivamente simboleggiano Nekhbet, dea protettrice del faraone e dell'Alto Egitto, e Khepri, dea del sole mattinale.
Le teste di leone lignee intagliate, ricoperte di lamina dorata e con occhi realizzati in pasta vitrea e pietre dure, sono un riferimento all'invincibilità del faraone, mostrandolo così come una divinità terrena. Presentano delle unghie in lapislazzuli e simboleggiano la solidità morale del faraone e l'autorità che detiene sul territorio del suo regno.
Gli urei coronati col disco solare, invece, di forma ricurva e presenti sul retro del trono, rimandano a Uadjet, dea della regalità e anch'essa protettrice del sovrano, oltre che del Basso Egitto.

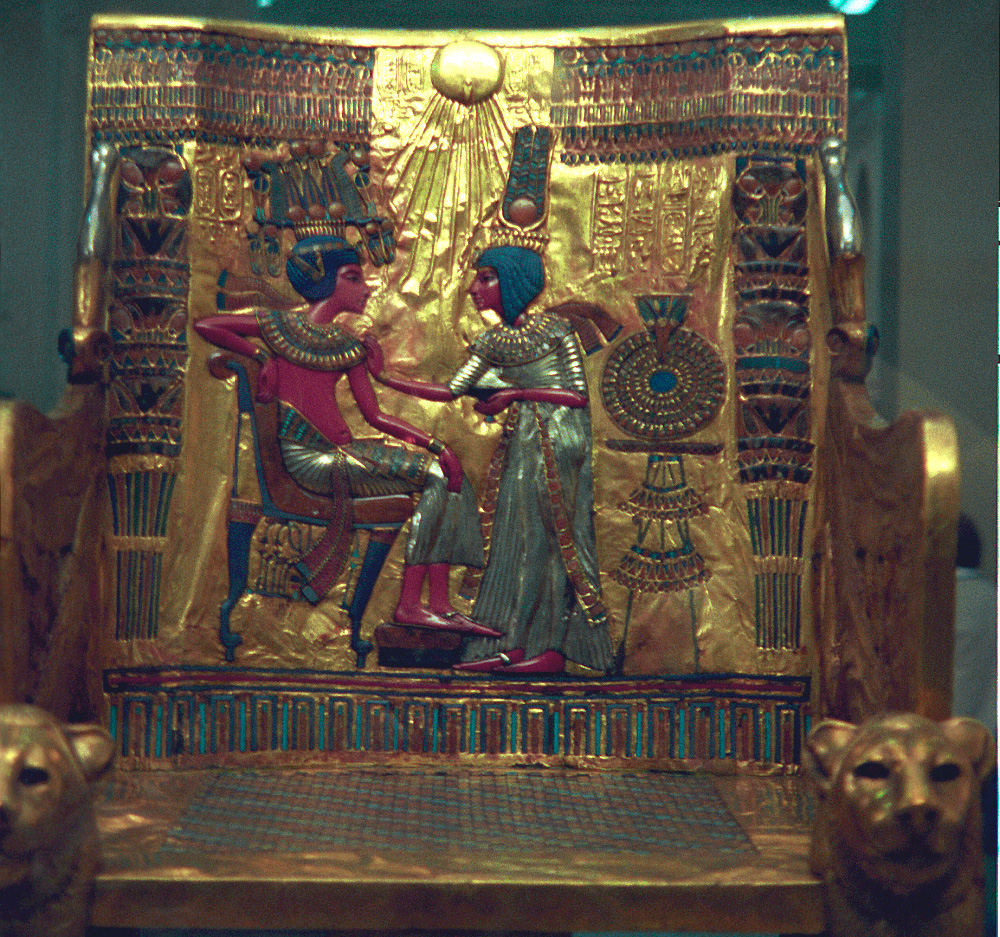
Lo schienale del trono
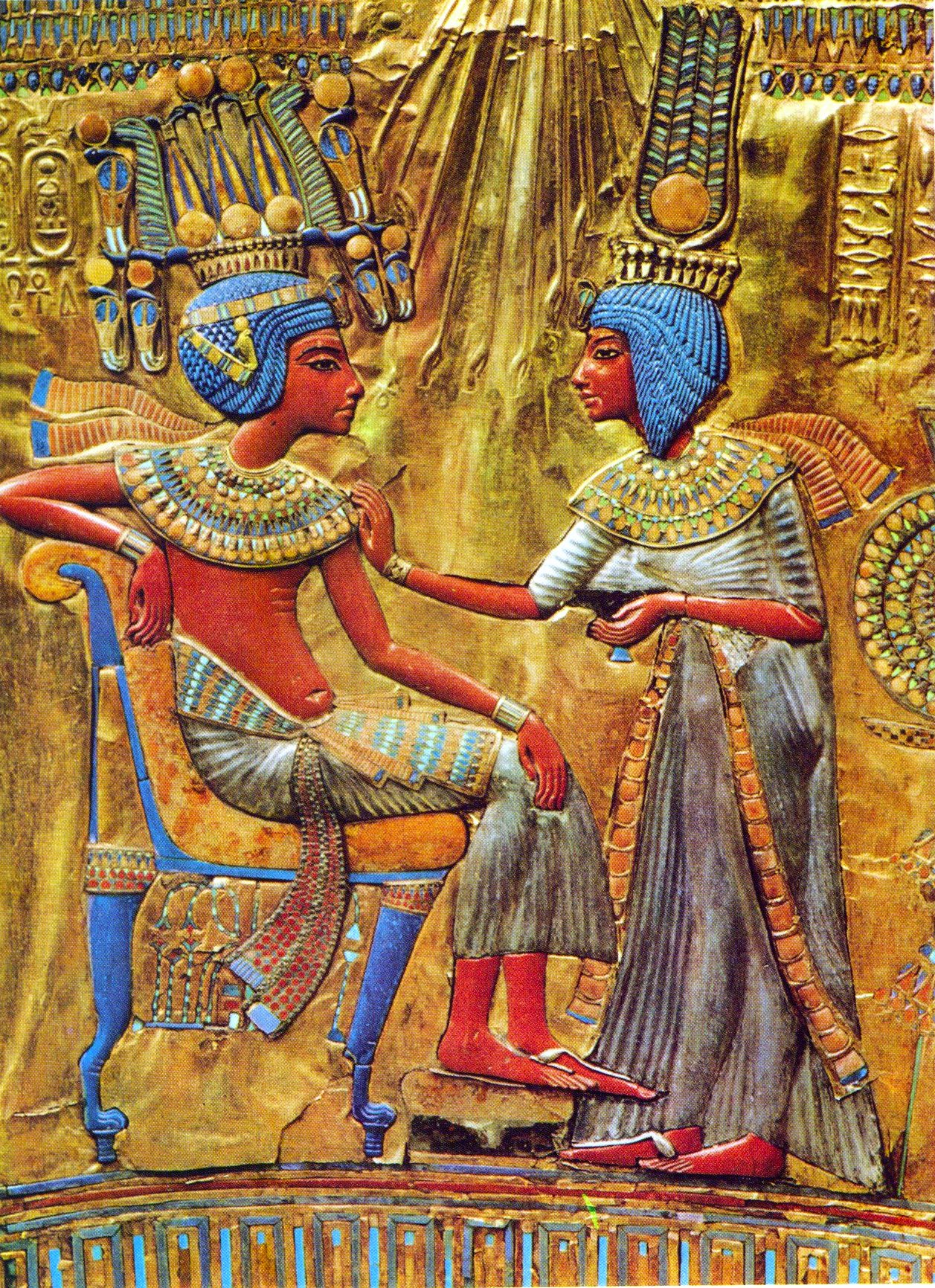
Particolare su Tutankhamon e Ankhesenamon
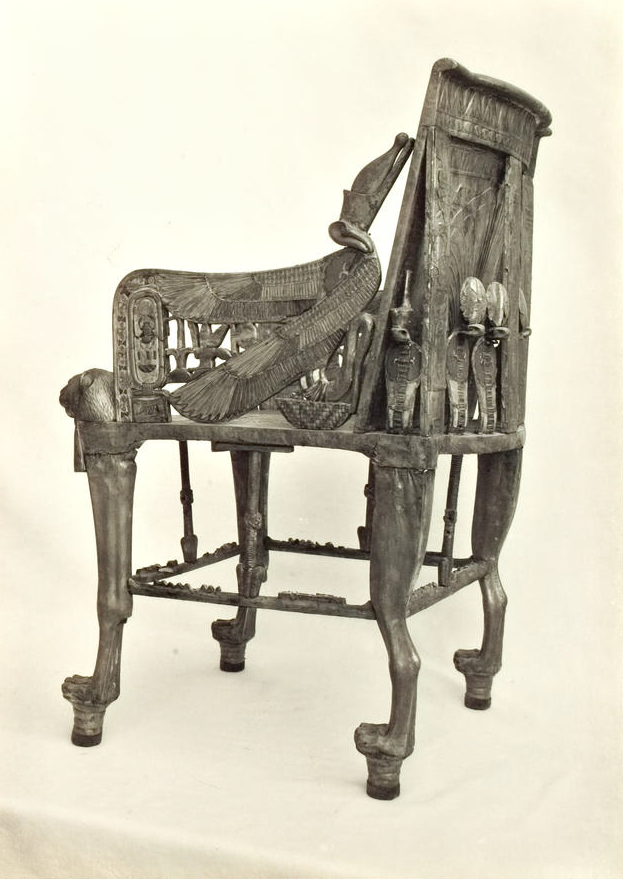
Fotografia di Harry Burton del 1923 che mostra il bracciolo e il retro
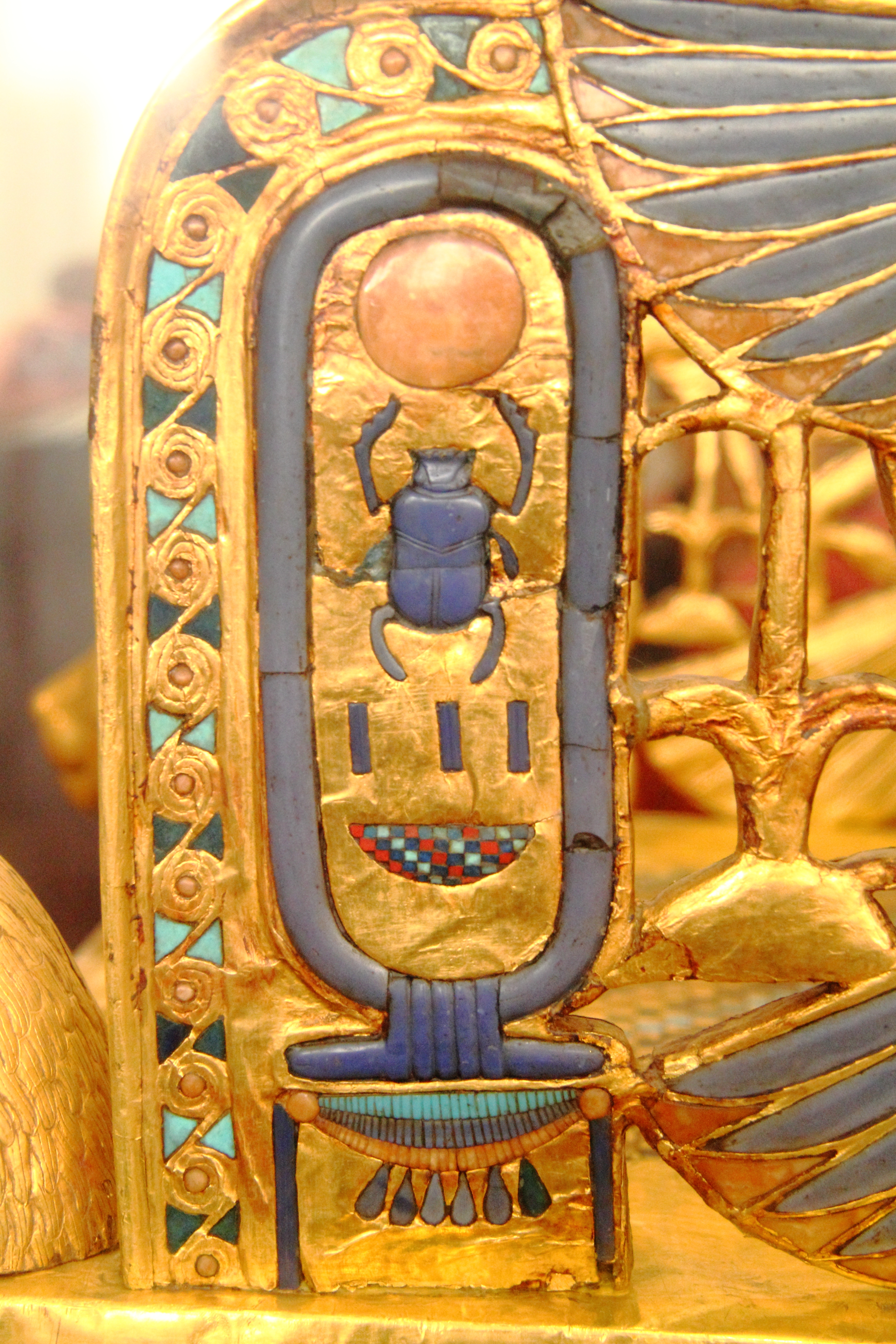
Disco solare sullo scarabeo
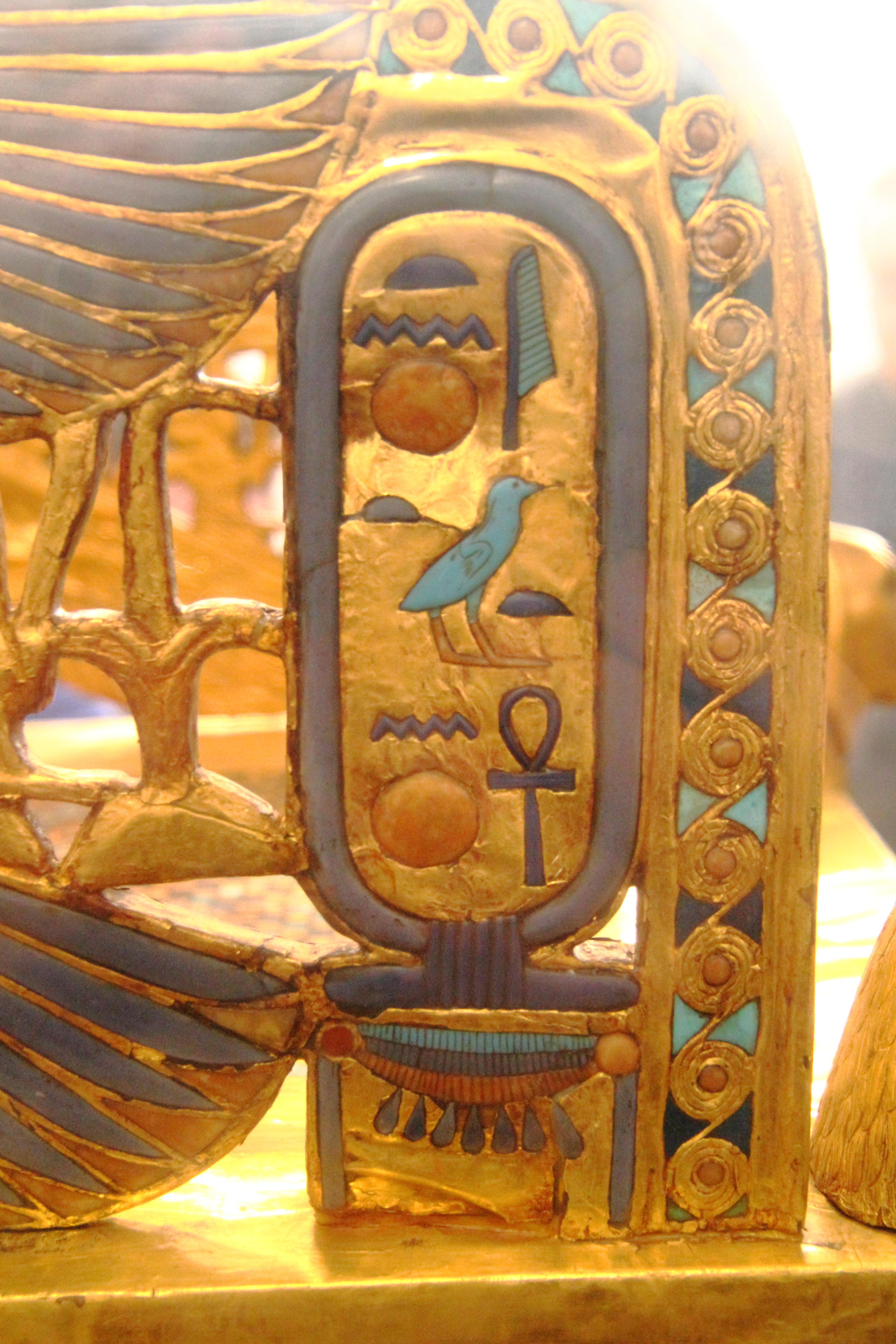
Dettaglio di uno dei due braccioli
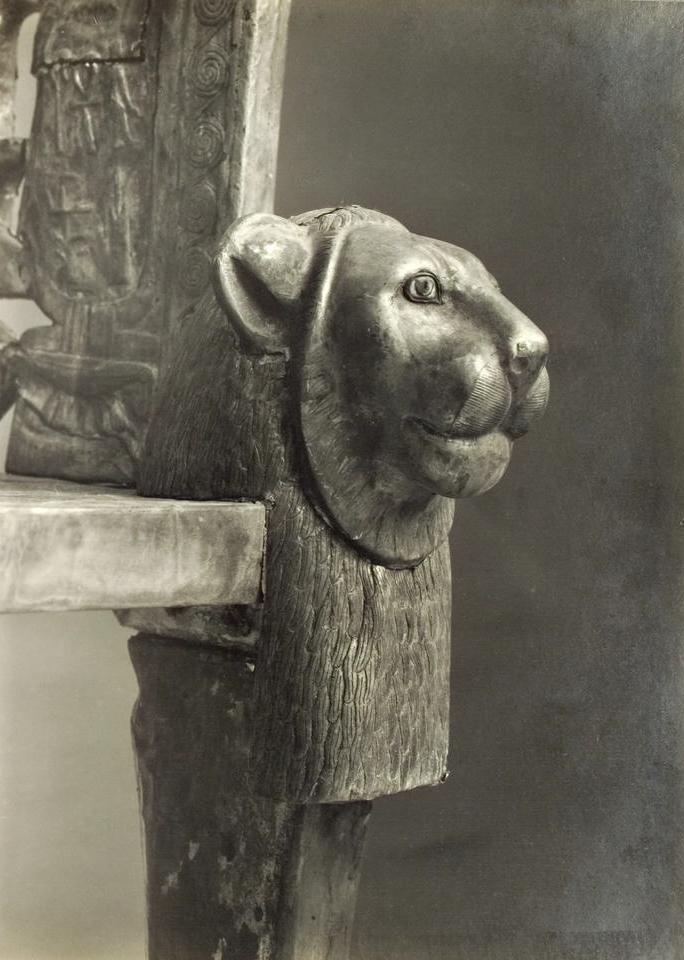
Una delle due teste leonine, in uno scatto di Harry Burton datato 1923
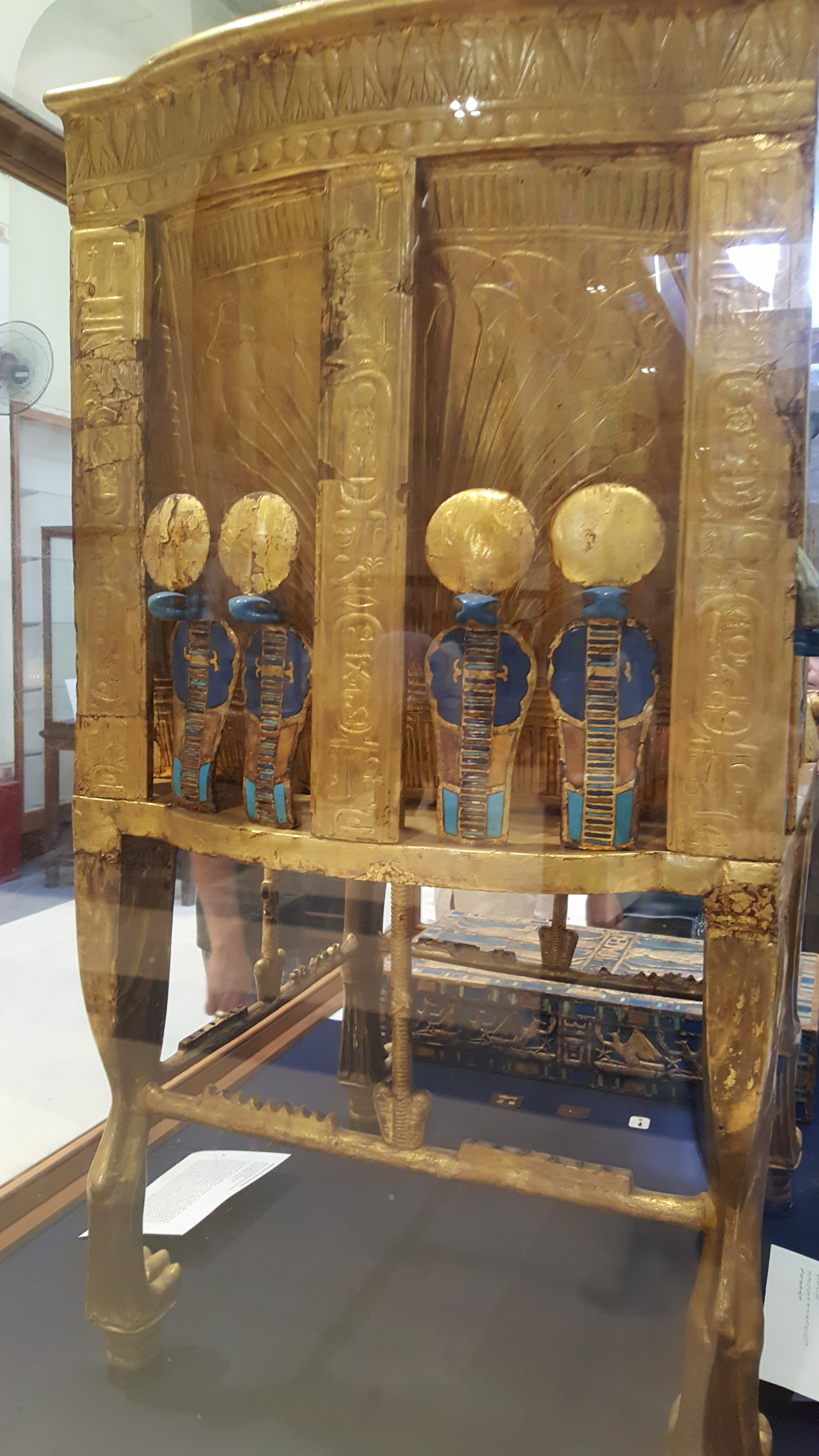
Il retro del trono di Tutankhamon
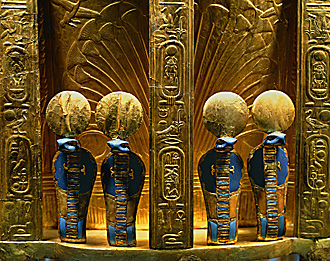
Il retro del trono con quattro urei dorati